# Юхан Франссон
Юхан Франссон (швед. Johan Fransson; нар. 18 лютого 1985, Калікс) — шведський хокеїст, захисник. В минулому гравець збірної команди Швеції.

## Ігрова кар'єра
Хокейну кар'єру розпочав на батьківщині 2002 року виступами за команду «Лулео» за який відіграв чотири сезони.
2004 року був обраний на драфті НХЛ під 34-м загальним номером командою «Даллас Старс». 
Сезон 2006–07 розпочав у складі шведського клубу «Фрелунда», а завершив у фінській команді «Ессят».
У 2007 Франссона продали до клубу «Лінчепінг». У сезоні 2007–08 «Лінчепінг» посів друге місце поступившись у фінальній серії ГВ-71 2–4. У наступному сезоні на весні 2009 Юхана продали до швейцарського «Лугано».
Франссон повернувся до «Лулео» на один сезон 2009–10. Він показв непогані результати і клуб запропонував йому п'ятирічну угоду, але згодом Юхан скористався умовою контракту за якою уклав контракт з клубом КХЛ «Динамо» (Мінськ), а через кілька тижнів і третій контракт цього разу з командою НХЛ «Лос-Анджелес Кінгс».
13 жовтня 2010 «королі» віддали в оренду шведа до клубу КХЛ СКА (Санкт-Петербург), де він відіграв один сезон.
3 серпня 2011 Франссон повернувся до «Лулео», де відіграв включно до сезону 2013–14. наступний сезон він захищав кольори швейцарської команди «Рапперсвіль-Йона Лейкерс», а згодом чотири сезони відіграв за інший швейцарський клуб «Женева-Серветт». 
29 квітня 2019, як вільний агент погодився на чотирирічний контракт з клубом ШХЛ «Лександ».
Був гравцем молодіжної збірної Швеції, у складі якої брав участь у 12 іграх. 

## Нагороди та досягнення
- Володар Кубка Шпенглера в складі СКА (Санкт-Петербург) — 2010.
- Чемпіон світу — 2013.

## Статистика

### Клубні виступи
| Сезон        | Клуб                       | Ліга         | Регулярний сезон | Регулярний сезон | Регулярний сезон | Регулярний сезон | Регулярний сезон | Плей-оф | Плей-оф | Плей-оф | Плей-оф | Плей-оф |
| Сезон        | Клуб                       | Ліга         | І                | Г                | П                | О                | ШХ               | І       | Г       | П       | О       | ШХ      |
| ------------ | -------------------------- | ------------ | ---------------- | ---------------- | ---------------- | ---------------- | ---------------- | ------- | ------- | ------- | ------- | ------- |
| 2002–03      | «Лулео»                    | Елітсерія    | 3                | 0                | 0                | 0                | 0                | —       | —       | —       | —       | —       |
| 2003–04      | «Лулео»                    | Елітсерія    | 44               | 3                | 3                | 6                | 28               | 2       | 0       | 0       | 0       | 4       |
| 2004–05      | «Лулео»                    | Елітсерія    | 43               | 1                | 6                | 7                | 30               | 3       | 0       | 0       | 0       | 0       |
| 2005–06      | «Лулео»                    | Елітсерія    | 50               | 3                | 5                | 8                | 74               | 6       | 1       | 1       | 2       | 6       |
| 2006–07      | «Фрелунда»                 | Елітсерія    | 35               | 0                | 6                | 6                | 18               | —       | —       | —       | —       | —       |
| 2006–07      | «Ессят»                    | СМ-Л         | 6                | 0                | 1                | 1                | 2                | —       | —       | —       | —       | —       |
| 2006–07      | «Лінчепінг»                | Елітсерія    | 8                | 0                | 0                | 0                | 4                | 15      | 0       | 0       | 0       | 2       |
| 2007–08      | «Лінчепінг»                | Елітсерія    | 48               | 5                | 9                | 14               | 24               | 16      | 0       | 5       | 5       | 16      |
| 2008–09      | «Лінчепінг»                | Елітсерія    | 40               | 3                | 7                | 10               | 24               | —       | —       | —       | —       | —       |
| 2008–09      | «Лугано»                   | НЛА          | 7                | 2                | 3                | 5                | 2                | 4       | 2       | 0       | 2       | 0       |
| 2009–10      | «Лулео»                    | Елітсерія    | 54               | 11               | 19               | 30               | 26               | —       | —       | —       | —       | —       |
| 2010–11      | СКА (Санкт-Петербург)      | КХЛ          | 38               | 6                | 10               | 16               | 22               | 10      | 0       | 2       | 2       | 2       |
| 2011–12      | «Лулео»                    | Елітсерія    | 48               | 1                | 19               | 20               | 12               | 5       | 1       | 1       | 2       | 2       |
| 2012–13      | «Лулео»                    | Елітсерія    | 55               | 3                | 8                | 11               | 12               | 15      | 0       | 10      | 10      | 6       |
| 2013–14      | «Лулео»                    | ШХЛ          | 38               | 5                | 10               | 15               | 20               | 2       | 0       | 0       | 0       | 2       |
| 2014–15      | «Рапперсвіль-Йона Лейкерс» | НЛА          | 32               | 4                | 16               | 20               | 22               | —       | —       | —       | —       | —       |
| 2015–16      | «Женева-Серветт»           | НЛА          | 39               | 7                | 15               | 22               | 12               | 11      | 0       | 1       | 1       | 18      |
| 2016–17      | «Женева-Серветт»           | НЛА          | 45               | 5                | 10               | 15               | 52               | 4       | 0       | 3       | 3       | 0       |
| 2017–18      | «Женева-Серветт»           | НЛА          | 40               | 0                | 19               | 19               | 38               | 4       | 1       | 0       | 1       | 4       |
| 2018–19      | «Женева-Серветт»           | НЛА          | 30               | 6                | 12               | 18               | 14               | 6       | 1       | 3       | 4       | 2       |
| 2019–20      | «Лександ»                  | ШХЛ          | 41               | 3                | 8                | 11               | 24               | —       | —       | —       | —       | —       |
| 2020–21      | «Лександ»                  | ШХЛ          | 22               | 1                | 4                | 5                | 8                | 2       | 0       | 0       | 0       | 0       |
| Усього в ШХЛ | Усього в ШХЛ               | Усього в ШХЛ | 529              | 39               | 104              | 143              | 304              | 66      | 2       | 17      | 19      | 38      |
| Усього в НЛА | Усього в НЛА               | Усього в НЛА | 193              | 24               | 75               | 99               | 140              | 36      | 4       | 9       | 13      | 36      |

### Збірна
| Рік                | Команда            | Турнір             | Місце              | І  | Г | П | О  | ШХ |
| ------------------ | ------------------ | ------------------ | ------------------ | -- | - | - | -- | -- |
| 2004               | Швеція             | МЧС                | 7-е                | 6  | 3 | 0 | 3  | 2  |
| 2005               | Швеція             | МЧС                | 6-е                | 6  | 0 | 0 | 0  | 12 |
| 2013               | Швеція             | ЧС                 | 1                  | 10 | 1 | 4 | 5  | 4  |
| 2014               | Швеція             | ЧС                 | 3                  | 10 | 0 | 0 | 0  | 4  |
| 2016               | Швеція             | ЧС                 | 6-е                | 7  | 0 | 3 | 3  | 2  |
| 2018               | Швеція             | ОІ                 | 5-е                | 4  | 0 | 2 | 2  | 2  |
| Молодіжна збірна   | Молодіжна збірна   | Молодіжна збірна   | Молодіжна збірна   | 12 | 3 | 0 | 3  | 14 |
| Національна збірна | Національна збірна | Національна збірна | Національна збірна | 31 | 1 | 9 | 10 | 12 |